# Akasztó
Akasztó là một thị trấn thuộc hạt Bács-Kiskun, Hungary. Thị trấn này có diện tích 64,88 km², dân số năm 2010 là 3311 người, mật độ 51 người/km².